# Edvinas Gertmonas
Edvinas Gertmonas (Šilalė, 1 de junho de 1996) é um futebolista profissional lituano que atua como goleiro.

## Carreira
Edvinas Gertmonas começou a carreira no FK Tauras Tauragė.